# Mikroszkóp csillagkép
A Mikroszkóp (latin: Microscopium) egy nagyon halvány csillagkép a déli égbolton. A csillagkép a Bak konstellációjától délre helyezkedik el. Mivel kis területű csillagkép és a Tejút síkjától távol található, ezért leginkább galaxisok találhatók benne.

## Története, mitológia
Nicolas Louis de Lacaille francia csillagász 1752-ben vezette be, nincs ókori előzménye és nem kapcsolódik hozzá mitológiai történet.

## Látnivalók

A Mikroszkóp csillagkép

Nem tartalmaz fényes csillagokat és jelentős mélyég-objektumokat.

### Csillagok
- α Microscopii: sárga színű, ötödrendű csillag egy tizedrendű kísérővel, a megfigyeléséhez már kis nyílású távcső is elég.
- γ Mic: a csillagkép legfényesebb, a fentihez hasonló csillaga.
- ε Mic: 4,8 magnitúdós, fehér színű, a Földtől mintegy 112 fényév távolságra lévő csillag.

### Mélyég-objektumok
Területén rengeteg távoli galaxis található; számuk az MCG, PGC és ESO katalógusokat is beleértve több ezer.  Ezek közül a legfényesebb objektumok:
- NGC 6925: A csillagkép nyugati határához közel található ez az Sbc osztályú spirálgalaxis. Fényessége 11,3m, mérete 4'×1,6'. 2011-ben szupernóva robbant benne, mely az SN 2011ei jelzést viseli.
- MCG -05-49-011: Ismeretlen osztályú galaxis, fényessége 11,5m, mérete 0,3'×0,3', gyakorlatilag csillagszerű megjelenésű kisebb távcsövekben.
- NGC 6958: E osztályú, tipikus elliptikus galaxis, fényessége 11,4m, mérete 2,4'×2,2'.
- IC 5105: E-S0 osztályú elliptikus galaxis a csillagkép déli részén. Fényessége 11,7m, mérete 2,5'×1,5'.
- IC 5105A: 13,5m-s Sc spirálköd a csillagkép délkeleti szegletében.
- ESO 464-SC009: Egy egészen szép III 2 p osztályú 4'-es kis nyílthalmaz. Nagyjából két tucat csillag alkotja a csillagkép északi részén található csoportot.